# Teologia del Papa Francesc
La teologia del papa Francesc se centra en allò que més es va assenyalar durant el seu pontificat, incloses les comparacions amb els seus predecessors immediats (el papa Joan Pau II i Benet XVI).
Elegit el 13 de març de 2013, Francesc va ser el primer membre de la Companyia de Jesús a ser nomenat papa i el primer no europeu que va ocupar el càrrec des del segle VIII. Va descriure el seu nom papal com a assenyalador del que vol emular a sant Francesc d'Assís: tenir una església pobra, per als pobres, sempre sortint al marge, i mostrar preocupació pel medi ambient. El seu lema papal Miserando atque eligendo ("El va mirar amb misericòrdia i el va escollir") conté un tema central del seu papat, la misericòrdia de Déu, que ha portat a conflictes amb els tradicionalistes en qüestions com la recepció de la comunió per part dels catòlics casats de nou. En abordar situacions de la vida real, sovint apel·la directament a l'èmfasi en Jesús, en continuïtat amb el Concili Vaticà II, que mostrava un èmfasi renovat en les fonts del Nou Testament de l'ensenyament catòlic. Ha posat més èmfasi en els sínodes de l'església i en la consulta i el diàleg generalitzats, elevant el paper dels laics i de les dones en l'església catòlica i criticant el clericalisme.
La preocupació de Francesc pels pobres es nota en les seves crítiques al capitalisme, el seu suport visible als refugiats i els migrants i la seva difusió en la teologia de l'alliberament a l'Amèrica Llatina que estava sota pressió durant el papat de Joan Pau II.
La seva exhortació apostòlica Evangelii gaudium (L'alegria de l'Evangeli), publicada vuit mesos després de la seva elecció, ha estat descrita com a programàtica i "un document central d'aquest pontificat", segons les seves pròpies paraules, "assenyalant nous camins per a l'Església". Un viatge per als propers anys". S'ha fet conegut també per les seves "observacions agudes i sense guions".